# Tetraedro de Hill

Tetraedros de Hill

En geometría, los tetraedros de Hill son una familia de tetraedros que llenan el espacio. Fueron descubiertos en 1896 por M. J. M. Hill, profesor de matemáticas en el University College de Londres, quien demostró que son corte-congruentes con un cubo. 

## Construcción
Para cada {\displaystyle \alpha \in (0,2\pi /3)}, sean {\displaystyle v_{1},v_{2},v_{3}\in \mathbb {R} ^{3}} tres vectores unitarios con ángulo {\displaystyle \alpha } entre cada dos de ellos. Se define el tetraedro de Hill {\displaystyle Q(\alpha )} de la manera siguiente: 
{\displaystyle Q(\alpha )\,=\,\{c_{1}v_{1}+c_{2}v_{2}+c_{3}v_{3}\mid 0\leq c_{1}\leq c_{2}\leq c_{3}\leq 1\}.}
(Nota: la suma implica que los tres vectores no coinciden en el mismo punto)
Un caso especial {\displaystyle Q=Q(\pi /2)} es el tetraedro cuyos todos sus lados son triángulos rectángulos, dos con lados {\displaystyle (1,1,{\sqrt {2}})} y dos con lados {\displaystyle (1,{\sqrt {2}},{\sqrt {3}})}. Ludwig Schläfli estudió {\displaystyle Q} como un caso especial del ortoesquema, y H. S. M. Coxeter lo denominó el tetraedro característico del recubrimiento espacial cúbico.

## Propiedades
- Un cubo se puede rellenar mediante un teselado formado con seis copias de {\displaystyle Q}.
- Cada {\displaystyle Q(\alpha )} se puede diseccionar en tres politopos que se pueden volver a montar formando un prisma.

## Generalizaciones
En 1951, Hugo Hadwiger encontró la siguiente generalización n-dimensional del tetraedro de Hill: 
{\displaystyle Q(w)\,=\,\{c_{1}v_{1}+\cdots +c_{n}v_{n}\mid 0\leq c_{1}\leq \cdots \leq c_{n}\leq 1\},}
donde los vectores {\displaystyle v_{1},\ldots ,v_{n}} satisfacen que {\displaystyle (v_{i},v_{j})=w} para todo {\displaystyle 1\leq i<j\leq n}, y donde {\displaystyle -1/(n-1)<w<1}. Demostró que todos esos simplices son corte congruentes con un hipercubo. 